# Roman Bieriegiecz
Roman Bieriegiecz – rosyjski kierowca wyścigowy.

## Kariera

### Formuła Renault
Bieriegiecz rozpoczął karierę w jednomiejscowych samochodach wyścigowych w 2010 roku w Brytyjskiej Formule Renault BARC. W głównej serii zakończył sezon na 19 pozycji. Większy jednak sukces odniósł w edycji zimowej gdzie z dorobkiem 21 pounktów zakończył sezon tuż za podium w klasyfikacji generalnej. Po roku przerwy w sezonie 2012 rozpoczął stary w Europejskim Pucharze Formuły Renault 2.0 oraz w Północnoeuropejskim Pucharze Formuły Renault 2.0. Gdy w serii europejskiej nie zdobył ani jednego punktu, w edycji północnoeuropejskiej po 20 wyścigach w bolidzie van Amersfoort Racing miał na koncie 48 punktów, co mu dało 29 lokatę w klasyfikacji końcowej.
Na sezon 2013 Bieriegiecz podpisał kontrakt z Fortec Competition na starty w Północnoeuropejskim Pucharze Formuły Renault 2.0. Podczas rundy na torze Circuit de Catalunya dołączył do stawki Europejskiego Pucharu Formuły Renault 2.0 z luksemburską ekipą RC Formula. Jedynie w edycji północnoeuropejskiej był klasyfikowany. Z dorobkiem 86 punktów uplasował się tam na siedemnastej pozycji w klasyfikacji generalnej.

### Formuła 3
W 2013 roku Rosjanin wystartował także w trzech wyścigach z cyklu ATS Formel 3 Cup, jednak w żadnym z wyścigów nie zdobywał punktów.

## Statystyki
| Sezon | Seria                                          | Zespół                | Wyścigi | Zwycięstwa | PP | NO | Podium | Punkty | Pozycja |
| ----- | ---------------------------------------------- | --------------------- | ------- | ---------- | -- | -- | ------ | ------ | ------- |
| 2010  | Brytyjska Formuła Renault BARC                 | Antel Motorsport      | 6       | 0          | 0  | 0  | 0      | 35     | 19      |
| 2010  | Brytyjska Formuła Renault BARC (edycja zimowa) | Fortec Motorsport     | 6       | 0          | 0  | 0  | 3      | 21     | 4       |
| 2012  | Europejski Puchar Formuły Renault 2.0          | Atech Reid GP         | 2       | 0          | 0  | 0  | 0      | 0      | 48      |
| 2012  | Północnoeuropejski Puchar Formuły Renault 2.0  | van Amersfoort Racing | 20      | 0          | 0  | 0  | 0      | 48     | 29      |
| 2013  | Północnoeuropejski Puchar Formuły Renault 2.0  | Fortec Competition    | 16      | 0          | 0  | 0  | 0      | 86     | 17      |
| 2013  | Europejski Puchar Formuły Renault 2.0          | RC Formula            | 2       | 0          | 0  | 0  | 0      | 0      | NS†     |
| 2013  | ATS Formel 3 Cup                               | Performance Racing    | 2       | 0          | 0  | 0  | 0      | 0      | NS      |

† – Bieriegiecz nie był zaliczany do klasyfikacji